# جون فرانكلين كرويل
جون فرانكلين كرويل (بالإنجليزية: John Franklin Crowell)‏ هو عالم اجتماع واقتصادي أمريكي، ولد في 1 نوفمبر 1857 في يورك في الولايات المتحدة، وتوفي في 6 أغسطس 1931 في إيست أورانج في الولايات المتحدة.